# Weißensee (Beieren)
Weißensee  is een meer in de Duitse deelstaat Beieren met een oppervlakte van 1,3 km². Het meer ligt in het district Ostallgäu, ten westen van de plaats Füssen.